# Comune di Tornved
Il comune di Tornved, fino al 1º gennaio 2007 è stato un comune danese situato nella contea della Selandia Occidentale, il comune aveva una popolazione di 9 133 abitanti (2006) e una superficie di 105 km².
Capoluogo era la cittadina omonima.
Dal 1º gennaio 2007, con l'entrata in vigore della riforma amministrativa, il comune è stato soppresso e accorpato ai comuni di Jernløse, Svinninge e Tølløse per dare luogo al riformato comune di Holbæk compreso nella regione della Selandia.